# I guerrieri del vento
I guerrieri del vento (The Ambassador) è un film del 1984 diretto da J. Lee Thompson.

## Trama
Peter Hacker, un ambasciatore statunitense, viaggia in Israele per stabilire un patto di "non attacco" tra Israele e la Palestina, con l'aiuto di un supervisore tecnico per la sicurezza. La moglie dell'ambasciatore, durante il soggiorno in Israele, stringe una amicizia intima con un leader dell'OLP.

## Curiosità
- Il ruolo principale, l'ambasciatore, fu originariamente pensato per una donna. Elizabeth Taylor doveva esserne la protagonista, confermando il sodalizio con l'amico Rock Hudson. Alla fine il progetto cambiò direzione e il ruolo fu cambiato da femminile a maschile. Robert Mitchum fu quindi scelto come protagonista.[1]
- È il primo film in cui Rock Hudson è presente dopo l'intervento di quintuplo by-pass alle arterie coronarie del novembre del 1981. Nonostante le prescrizioni mediche continuò ad essere un accanito fumatore sia durante la degenza che successivamente. Durante le riprese del film la sua salute cagionevole lo portò a non andare molto d'accordo con il protagonista Robert Mitchum[2].